# Castelo do Piauí
Castelo do Piauí là một đô thị thuộc bang Piauí, Brasil. Đô thị này có diện tích 2063,96 km², dân số năm 2007 là 18518 người, mật độ 8,97 người/km².